# Elisabeth Leinfellner
Elisabeth Leinfellner geb. Rupertsberger (* 14. Oktober 1938 in Wien; † 4. Jänner 2010 in Wien) war eine österreichische Sprachwissenschaftlerin und Hochschullehrerin.

## Leben und Wirken
Elisabeth Leinfellner studierte Linguistik an der Universität Wien und der Universität München. Nach ihrem Studium arbeitete sie längere Zeit freiberuflich und zog in die USA um und unterrichtete dort am Doane College und der University of Nebraska-Lincoln. Nach ihrer Rückkehr nach Österreich (1986) habilitierte sie sich 1990 für Linguistische Textwissenschaft an der Universität Wien, wo sie seit 1986 als Lektorin tätig war. Anschließend lehrte sie dort als Universitätsdozentin. Gastprofessuren führten sie an die University of Nebraska-Lincoln (1992), die University of Michigan (1997) und die Universität Rom (1999).
Elisabeth Leinfellner beschäftigte sich vor allem mit der Sprachphilosophie. Sie gehörte zu den Mitbegründern der Österreichischen Ludwig-Wittgenstein-Gesellschaft. Sie war seit 1960 verheiratet mit Werner Leinfellner.

## Veröffentlichungen (Auswahl)
- Der Euphemismus in der politischen Sprache. (= Beiträge zur politischen Wissenschaft, Bd. 13). Duncker & Humblot, Berlin 1971, ISBN 3-428-02536-9.
- mit Werner Leinfellner: Ontologie. Systemtheorie und Semantik. (= Erfahrung und Denken, Bd. 51). Duncker & Humblot, Berlin 1978, ISBN 3-428-04077-5.
- (Hrsg.): Wittgenstein und his impact on contemporary thought. (= Schriftenreihe der Wittgenstein-Gesellschaft, Bd. 2). Hoelder, Pichler, Tempsky, Wien 1978, ISBN 3-209-00204-5 (2. Aufl. 1980).
- William von Ockhams Semantik und Pragmatik. In: Herbert Stachowiak (Hrsg.): Pragmatik. Bd. 1. Wissenschaftliche Buchgesellschaft, Darmstadt 1986, S. 258–279, ISBN 3-7873-0643-9.
- On the purported pragmatico-semantic foundation of linguistics and AI through Wittgenstein's last philosophy. In: Journal of pragmatics, Bd. 14 (1990), H. 6, S. 853–881.
- Die Negation im monologischen Text. Textzusammenhang und "Foregrounding". In: Folia linguistica, Bd. 25 (1991), H. 1–2, S. 111–142.
- Semantische Netze und Textzusammenhang (= Arbeiten zur Sprachanalyse, Bd. 14). Lang, Frankfurt/M. 1992, ISBN 3-631-42940-1.
- The broader perspective of negation. In: Journal of literary semantics, Bd. 23 (1994), H. 2, S. 77–98.
- (Hrsg. u. Mitautorin): Fritz Mauthner. Das Werk eines kritischen Denkers. Böhlau, Wien 1995, ISBN 3-205-98433-1.
- Die Republik der Sprachen bei Fritz Mauthner. Sprache und Nationalismus. In: Jürgen P. Nautz (Hrsg.): Die Wiener Jahrhundertwende. Einflüsse, Umwelt, Wirkungen (= Studien zu Politik und Verwaltung, Bd. 46). 2. Aufl. Böhlau, Wien 1996, S. 389–405, ISBN 3-205-98536-2.
- Adaptive Regeln und ihre Anwendung in der Linguistik. In: Oswald Panagl (Hrsg.): Noch einmal Dichtung und Politik. Vom Text zum politisch-sozialen Kontext, und zurück. (= Studien zu Politik und Verwaltung, Bd. 69). Böhlau, Wien 2000, S. 141–157, ISBN 3-205-99289-X.
- mit Jörg Thunecke (Hrsg.): Brückenschlag zwischen den Disziplinen. Fritz Mauthner als Schriftsteller, Kritiker und Kulturtheoretiker. Arco-Verlag, Wuppertal 2004, ISBN 3-9808410-5-7.
- mit Sascha Windholz: Ludwig Wittgenstein. Ein Volksschullehrer in Niederösterreich. Sutton, Erfurt 2005, ISBN 3-89702-815-8.
- Drei Pioniere der philosophisch-linguistischen Analyse von Zeit und Tempus. Mauthner, Jespersen, Reichenbach. In: Friedrich Stadler/Michael Stöltzner (Hrsg.): Time and history (= Publications of the Austrian Ludwig Wittgenstein Society, N.S., Bd. 1). Ontos-Verlag, Frankfurt/M. 2006, S. 337–361, ISBN 3-938793-17-1.
- Der poetische Einfall, die poetische Lizenz und die Linguistik. In: Wolfgang U. Dressler (Hrsg.): Poetische Lizenzen (= Salzburger Beiträge zur Sprach- und Kulturwissenschaft, Bd. 4). Praesens-Verlag, Wien 2007, S. 15–49, ISBN 978-3-7069-0168-0.